# Grosmagny
Grosmagny es una comuna francesa situada en el departamento del Territorio de Belfort, en la región de Borgoña-Franco Condado.

## Demografía
| 273 | 270 | 337 | 357 | 464 | 483 | 516 |
| Para los censos de 1962 a 1999 la población legal corresponde a la población sin duplicidades (Fuente: INSEE [Consultar]) |     |     |     |     |     |     |